# Cryptocristallin
Une texture cryptocristalline (du grec κρυπτός, « caché », et κρυστάλλινος, « cristallin »), indique un aspect physique de certaines roches formées de cristaux de taille très petite, à peine visibles au microscope par lumière polarisée. 
Parmi les roches sédimentaires, la chaille et le silex sont cryptocristallins. Le carbonado également. Quant aux roches volcaniques, les roches acides comme la felsite et la rhyolite peuvent avoir une matrice cryptocristalline contrairement à l'obsidienne (pure) et la tachylyte (basique), qui sont amorphes et donc des verres volcaniques. C'est enfin le cas de l'onyx, de la calcédoine et de l'agate.